# Cress (romanzo)
Cress è un romanzo di fantascienza per ragazzi, pubblicato nel 2014 e scritto dall'autrice americana Marissa Meyer e pubblicato da Macmillan Publishers attraverso la loro filiale Feiwel & Friends. È il terzo libro della serie delle Cronache lunari e il seguito di Scarlet. La storia è liberamente ispirata alla fiaba di Raperonzolo, così come Cinder e Scarlet sono liberamente ispirate rispettivamente a Cenerentola e a Cappuccetto Rosso. È seguito da Winter. In Italia è stato pubblicato nel 2016.

## Trama
Crescent Moon Darnel, chiamata Cress, è una sedicenne vissuta imprigionata su un satellite nello spazio la maggior parte della sua vita. Era riuscita, nel primo romanzo, attraverso il chip lunare inserito in Nainsi, l'androide di Kai, a contattare Cinder (la protagonista) per avvertirla del reale piano della Regina Levana rispetto all'imperatore di Nuova Pechino. Riesce nuovamente a mettersi in contatto con Cinder e il suo equipaggio sulla navicella spaziale di Thorne, Rampion. Spiega loro che è un Guscio, tolta alla sua famiglia da neonata e costretta dalla Taumaturga capo della Regina Levana, Sybil Mira, a spiare tutte le mosse dei politici terrestri grazie alle sue doti di hacker. È stata infatti rinchiusa lì quando aveva 9 anni. Cress vorrebbe aiutare Cinder (è lei infatti che ha impedito alla Rampion di essere rintracciata sia dai Terrestri che dai Lunari) e chiede loro di salvarla così da non dover più essere costretta a lavorare per Sybil. L'equipaggio accetta e parte per andare a recuperarla. Inaspettatamente però la Taumaturga Sybil Mira si reca da Cress e scopre i piani della ragazza, così pianifica una trappola per Cinder. Cress cerca di scappare chiedendo aiuto alla guardia reale e pilota di Sybil, Jacin Clay, che inizialmente però non interviene. Successivamente invece, fingendo di essere controllato da Cinder, ferisce la taumaturga. Lo scontro finisce con Wolf che viene gravemente ferito e rischia di morire, Scarlet viene controllata e rapita da Sybil per utilizzarla come pilota per scappare e Jacin Clay (che si scopre essere la guardia reale che al ballo annuale aveva catturato Cinder) si unisce alla cyborg dichiarando di "servire solo la sua principessa". Cinder scoprirà in seguito che Jacin si riferiva alla principessa Winter, la figliastra della Regina di cui lui è innamorato. Cinder non gli rivela di essere Selene. Thorne e Cress rimangono invece intrappolati nel satellite della ragazza che Sybil ha precedentemente programmato per schiantarsi sulla Terra. Cress riesce però a modificare l'ordine e atterrano nel deserto del Sahara salvandosi miracolosamente.
I membri dell'equipaggio sono stati ora separati l'uno dell'altro. Cinder, che crede ormai i suoi amici morti, per quanto addolorata, cerca perlomeno di salvare Wolf e si dirige in Africa alla ricerca del dottor Erland nella città di Falafra. L'uomo salva Wolf e rivela a Cinder di aver scoperto che il virus della letumosi è mutato e ora anche i Lunari possono contrarla.
Nel frattempo, durante l'atterraggio di fortuna, Thorne sbatte la testa e rimane cieco. Cress deve guidarlo per il deserto per cercare Cinder e l'equipaggio della Rampion. Quasi muoiono per il calore e la disidratazione e Cress prende anche un'infezione. La ragazza, delirante per la febbre, rivela a Thorne i suoi sentimenti (da prima di conoscersi ha una cotta per lui perché seguiva i suoi movimenti con Cinder grazie alle sue capacità di hacker) che però cerca di convincerla di non essere l'eroe che lei crede che sia ma le promette che, se staranno per morire, le darà il suo primo bacio, come lei desidera, per non farla morire senza aver provato quell'emozione. Vengono salvati da una carovana in viaggio nel deserto che vendono merci ma che alla fine si rilevano trafficanti di Gusci. Rapiscono Cress (che, nel frattempo, è sempre più innamorata di Thorne che però tende a filtrare facilmente con tutte le ragazze che ha intorno) dopo aver visto Thorne giocare a carte con in braccio una donna sexy. La donna in questione in realtà è una escort-droide che Thorne stava cercando di vincere a carte per regalarla a Iko, l'androide di Cinder che vorrebbe avere un corpo femminile. Thorne scopre che Cress è stata rapita e rendendosi conto di quanto la ragazza sia diventata importante per lui, nonostante la cecità si getta alla sua ricerca. Cress nel frattempo è stata condotta dal dottor Erland che si sta facendo portare i Gusci per prelevare loro il sangue con cui cercare di riprodurre un antidoto contro la letumosi. Quando vede Cress immediatamente la riconosce come sua figlia, confermando la cosa con un'analisi del sangue. Non rivela però alla ragazza la verità. Credeva infatti che fosse morta, uccisa dalla politica infanticida dei Gusci della Luna, ma scopre in realtà che i bambini non venivano uccisi ma strappati alle famiglie per essere tenuti segregati e usati (per il loro sangue) per creare un antidoto alla letumosi che scopre, in realtà, essere stata creata in laboratorio proprio da monarchi lunari per essere usata per indebolire la Terra e impadronirsene proponendo poi loro l'antidoto. Thorne riesce a ritrovare Cress ma scopre che in realtà si sono riuniti al loro equipaggio. Nel frattempo Wolf, guarito, dà in escandescenze appena scopre che Scarlet è stata rapita e che non si sa se sia viva o morta, per poi gettarsi in uno sconforto profondo. Ora che il gruppo è riunito Cinder pianifica un'infiltrazione nel castello per fermare il matrimonio reale tra l'Imperatore Kaito (Kai) e la regina lunare Levana, anche se ciò darà inizio ad una guerra. Mentre Cress e Wolf saboteranno il sistema di sicurezza del palazzo (dopo essere entrati grazie agli inviti rubati alla matrigna e alla sorellastra di Cinder), Cinder e Iko (che ora ha un corpo umano, quello dell'escort-droide che Thorne le ha regalato) rapiscono l'imperatore Kaito. Nel frattempo il dottor Erland conduce Thorne nei laboratori del palazzo per preparargli una medicina utile a fargli riacquistare la vista ma scopre di aver contratto la letumosi. Dopo aver rapito Kai, con il benestare inaspettato del fedele segretario di lui, Torin, si rincontrano con Wolf, Cress e Thorne per poi scoprire che il Dottor Erland sta morendo e si è messo in quarantena da solo per non contagiare gli altri. Rivela a Cress che è sua figlia, che l'ama e che non ha mai voluto abbandonarla e lascia a Kai una serie di informazioni relative alla vera natura della letumosi (che è stata creata dai lunari per indebolire i terrestri).
Prima che il gruppo possa lasciare il palazzo, vengono intercettati dalla taumaturga Sybil Mira e dalle sue guardie lunari, traditi da Jacin Clay che doveva invece pilotare la Rampion via da lì. Il ragazzo infatti, credendo Cinder un'insurrezionalista pazza, non vuole rischiare di essere arrestato dai lunari e condannato a morte, ma vuole tornare vivo dalla principessa Winter per proteggerla. Solo in seguito Jacin scoprirà che Cinder è in realtà la principessa Selene. Intanto l'equipaggio si trova a fronteggiare Sybil e credendosi messi alle strette, Thorne bacia Cress all'improvviso, mantenendo quanto le aveva promesso. Cinder però riesce a controllare la taumaturga che impazzisce e si suicida e l'equipaggio riesce a fuggire. La Regina Levana si vendica dichiarando apertamente guerra alla Terra iniziando un massacro con i suoi ibridi.
Nel frattempo si scopre che Scarlet è viva. La regina l'ha punita facendole tagliare da sola un mignolo ma dopo ciò, la principessa Winter ha interceduto per lei, facendola rinchiudere nel suo zoo del palazzo dove le passa antidolorifici e si dichiara sua amica. La principessa Winter, considerata la più bella della Luna, è profondamente disprezzata dalla matrigna, Levana. Inoltre è mentalmente instabile perché si rifiuta di utilizzare i suoi poteri lunari e questo la sta conducendo alla pazzia. Intanto Kai si sveglia e dopo un iniziale litigio con Cinder, lei gli rivela di essere Selene e i suoi piani. Infine i due si baciano e il ragazzo decide di collaborare con loro.
Cinder ha ora in programma di portare il suo equipaggio sulla Luna, ritrovare Scarlet e dichiararsi la principessa scomparsa Selene per fare in modo di spingere i Lunari a ribellarsi e a detronizzare Levana. Vuole far scoppiare una rivoluzione.

## Personaggi
- Crescent Moon Darnel : conosciuta come Cress. Ha sedici anni ed è imprigionata, all'inizio della storia, in un satellite lunare sotto gli ordini della taumaturga Sybil Mira. Ha lunghi capelli biondi, che durante il libro le vengono tagliati da Thorne, e occhi azzurri. È piccola di statura, minuta e una carnagione pallida. Da tempo ha una cotta virtuale per Thorne che aumenta dal momento in cui lo incontra e si unisce all'equipaggio. È estremamente dotata nel campo della programmazione e dell'hackeraggio e per questo viene sfruttata dalla corona lunare come hacker per spiare i governanti terrestri, un modo per "rendersi utile" in quanto Guscio, ovvero priva di potere lunare e immune a quello altrui. Essendo però vissuta imprigionata tutta la sua vita è molto ingenua e estremamente romantica e sognatrice.
- Carswell Thorne: ha 20 anni, è castano e ha gli occhi azzurri. Si fa chiamare Capitano anche se è solo un ex cadetto. È un cittadino della Repubblica Americana. È ricercato da diversi stati per dei crimini commessi tra cui, l'ultimo, essere evaso con Cinder nel secondo romanzo (Scarlet). In questo libro diventa cieco e lo rimane per tutto il romanzo. È arrogante ma Cress prova dei sentimenti per lui e vede costantemente del bene nel ragazzo.
- Linh Cinder/ Selene Blackburn: una giovane Lunare, cyborg e meccanico. È la protagonista di Cronache Lunari. Ha 16 anni (per millesimo 17). Si è scoperto essere l'erede perduta, la Principessa Selene, la legittima erede al trono della Luna e la nipote della Regina Levana.
- Imperatore Kaito: Principe Ereditario del Commonwealth Orientale. Ha 18 anni. È fidanzato con la Regina Levana ma è innamorata di Cinder e decide di sposare Levana solo per salvare il suo popolo dalla letumosi.
- Dottor Dmitri Erland/ Dottor Sage Darnel: un fuggitivo Lunare che lavorava nel primo libro a palazzo di Nuova Pechino come ricercatore della Letumosi e che rivela a Cinder la sua vera identità dopo aver speso anni a cercarla. Muore della versione mutata della letumosi. È anche il padre di Cress e la credeva morta dopo essergli stata portata via alla nascita. Le rivela la verità in punto di morte. Era infatti un fidato scienziato di Levana e ha lavorato per la creazione degli ibridi-lupo. Solo dopo essersi sposato con una collega, aver avuto Cress e essersela vista portata via, è fuggito rinnegando la politica lunare. È stata infatti la moglie stessa a consegnare spontaneamente a Sybil Mira la bambina, convinta che l'infanticidio dei Gusci fosse giusto e lui non è riuscito a impedirlo. Ha gli occhi blu, i capelli grigi e ha più di 50 anni. Riveste un po' il ruolo di fata madrina di Cinder.
- Jacin Clay: il pilota e la guardia reale al servizio di Sybil Mira. Si unisce al gruppo di Cinder per poi tradirli per tornare dalla Principessa Winter di cui lui è innamorato e che vuole proteggere a qualsiasi costo. Ha 19 anni, i capelli biondi lisci e gli occhi blu-grigi.
- Ze'ev Kesley: conosciuto come Wolf, ha 23 anni ed è un agente speciale lunare modificato geneticamente ed ha una storia d'amore con Scarlet. È bruno e ha gli occhi verdi.
- Sybil Mira: il capo taumaturgo a servizio di Levana e colei che ha tenuto Cress prigioniera per tutta la sua vita. È la spalla destra della Regina e disposta a fare tutto per lei. Diventa pazza dopo essere stata controllata mentalmente da Cinder e si getta dal tetto.
- Iko: l'androide amica di Cinder e una delle sue poche amiche. Dopo essere stata installata come pilota automatico della Rampion, la navicella spaziale di Thorne, le viene dato un corpo femminile da Thorne che lei adora.
- Regina Levana Blackburn: la crudele regina della Luna, la colonia lunare. Per ottenere il potere non si fa scrupoli ad utilizzare tattiche terroristiche e genocidi. È parzialmente responsabile dell'esistenza della peste sulla Terra poiché molti dei suoi sudditi sono scappati dalla Luna per sfuggire alla sua influenza, portando così la malattia sulla Terra. In realtà poi si è scoperto che la letumosi è stata creata in laboratorio proprio dai monarchi lunari per contagiare e piegare la Terra, per poi conquistarla. Usa un forte fascino per apparire straordinariamente bella e per costringere le persone a seguire i suoi ordini. Ha più o meno 34 anni.
- Scarlet Benoit: la protagonista del romanzo scarlet che si è unita a Cinder, Wolf, Thorne e, in seguito, Cress per fermare il matrimonio tra la Regina Levana e l'Imperatore Kai. È rossa e riccia, ha gli occhi marroni, è formosa e ha 18 anni. Viene rapita a inizio romanzo e portata sulla Luna per estorcerle informazioni su Cinder anche attraverso la tortura, come l'amputazione del mignolo sinistro.
- Principessa Winter Hayle-Blackburn: la figliastra della Regina Levana che ha fatto sfregiare quando aveva tredici anni perché considerata più bella di lei. È diventata leggermente pazza perché si rifiuta di usare i suoi poteri lunari da quando aveva dodici anni. Salva Scarlet da ulteriori torture chiedendo a Levana di poterla avere come "cavia" per allenare il suo dono lunare, che finge di avere in forma molto debole. Ha 17 anni, ha la pelle scura, labbra rosse, occhi marroni-dorati e un po' di grigio intorno alle pupille e i capelli neri e ricci.
- Konn Torin: consigliere reale del principe Kai e, prima di lui, di suo padre.